# Beaufort (Jura)
Beaufort is een plaats en voormalige gemeente in het Franse departement Jura in de regio Bourgogne-Franche-Comté en telt 1011 inwoners (2005). De plaats maakt deel uit van het arrondissement Lons-le-Saunier.

## Geschiedenis
Beaufort is op 1 januari 2019 gefuseerd met de gemeente Orbagna tot de gemeente Beaufort-Orbagna. 

## Geografie
De oppervlakte van Beaufort bedraagt 13,2 km², de bevolkingsdichtheid is 76,6 inwoners per km².
De onderstaande kaart toont de ligging van Beaufort (Jura) met de belangrijkste infrastructuur en aangrenzende gemeenten.

## Demografie
Onderstaande figuur toont het verloop van het inwonertal.